# Elezioni presidenziali in Montenegro del 1990
Le elezioni presidenziali in Montenegro del 1990 si tennero il 9 dicembre (primo turno) e il 23 dicembre (secondo turno). Furono le prime democratiche dopo il crollo del regime comunista jugoslavo.

## Risultati
| Candidati         | Partiti                           | I turno | I turno | II turno | II turno |
| Candidati         | Partiti                           | Voti    | %       | Voti     | %        |
| ----------------- | --------------------------------- | ------- | ------- | -------- | -------- |
| Momir Bulatović   | Lega dei Comunisti del Montenegro | 170 092 | 62,62   | 203 616  | 78,13    |
| Ljubiša Stanković | Riformisti per il Montenegro      | 68 998  | 25,40   | 56 990   | 21,87    |
| Novak Kilibarda   | Partito Popolare                  | 33 531  | 12,34   |          |          |
| Totale            | Totale                            | 271 621 | 100     | 260 606  | 100      |